# Jerzy Buć
Jerzy Bronisław Buć (ur. 6 sierpnia 1934 w Mostach, zm. 17 grudnia 2013 w Policach) – polski naukowiec, poseł na Sejm PRL VII kadencji.

## Życiorys
Syn Bronisława i Antoniny. W 1953 rozpoczął studia na Politechnice Warszawskiej, w 1959 zdobył tytuł magistra inżyniera (zdobył zawód technologa budowy maszyn). W trakcie studiów rozpoczął pracę na tej uczelni. Pełnił kolejno stanowiska asystenta naukowo-technicznego, asystenta, starszego asystenta, adiunkta i docenta. W 1968 uzyskał stopień doktora nauk technicznych i przeszedł do pracy w Instytucie Mechaniki Precyzyjnej, gdzie w latach 1975–1977 zajmował stanowisko dyrektora. W 1974 uzyskał tam tytuł profesora nadzwyczajnego. W jego dorobku znalazło się kilkadziesiąt publikacji naukowych oraz opracowań konstrukcji i technologii, patenty, a także prace popularyzatorskie.
W młodości działał w Związku Harcerstwa Polskiego i Związku Młodzieży Polskiej. Do Polskiej Zjednoczonej Partii Robotniczej wstąpił w 1956. Był w niej I sekretarzem oddziałowej organizacji partyjnej, sekretarzem Komitetu Zakładowego oraz od marca 1973 do lutego 1978 członkiem egzekutywy Komitetu Warszawskiego (w którym zasiadał w latach 1969–1981). W 1975 był delegatem na VII Zjazd partii, a w 1978 na jej II Krajową Konferencję. Zasiadał w Stołecznej Radzie Narodowej (od lutego 1976) oraz w jej prezydium. W 1976 uzyskał mandat poselski z okręgu Warszawa-Wola. W Sejmie zasiadał w Komisji Planu Gospodarczego, Budżetu i Finansów. Pełnił funkcję zastępcy Komisji Nauki i Postępu Technicznego.
Pochowany na cmentarzu komunalnym w Policach.

## Odznaczenia
- Krzyż Kawalerski Orderu Odrodzenia Polski
- Złoty Krzyż Zasługi
- Srebrny Medal „Za zasługi dla obronności kraju”
- Brązowy Medal „Za zasługi dla obronności kraju”
- Brązowa Odznaka „Za zasługi w ochronie porządku publicznego”
- Medal 30-lecia Polski Ludowej